# George Wildman Ball
George Wildman Ball (Des Moines, 21 dicembre 1909 – New York, 26 maggio 1994) è stato un diplomatico e banchiere statunitense.
Servì nella direzione del Dipartimento di Stato americano dal 1961 al 1966 ed è ricordato dai più come l'unico membro del gabinetto dei presidenti John F. Kennedy e Lyndon B. Johnson ad essere uno dei principali dissenzienti contro l'escalation della guerra del Vietnam. Ball sconsigliò di schierare forze di combattimento statunitensi, poiché credeva che avrebbe portato gli Stati Uniti in una guerra impossibile da vincere costringendole ad affrontare un conflitto prolungato. Sostenne invece che gli Stati Uniti avrebbero dovuto dare priorità verso l’Europa piuttosto che impegnarsi in costose iniziative militari. Tuttavia si rifiutò sempre di rendere pubblici i suoi dubbi. Contribuì a determinare la politica estera statunitense riguardante l'espansione commerciale, il Congo, la Francia di Charles de Gaulle, Israele e il resto del Medio Oriente e la rivoluzione iraniana.